# 導引炸彈
導引炸弹（Guided bomb），又稱精靈炸彈（Smart bomb）是一種以高準確度來設計的精確導引武器，鼻祖是德国的弗里茨 X。
因為爆炸武器的傷害能力依距離成冪級數下降，對準確度適度的改良使攻擊一個目標只要更少的炸彈，因此可以減少飛機或大砲的使用花費與降低附帶傷害。

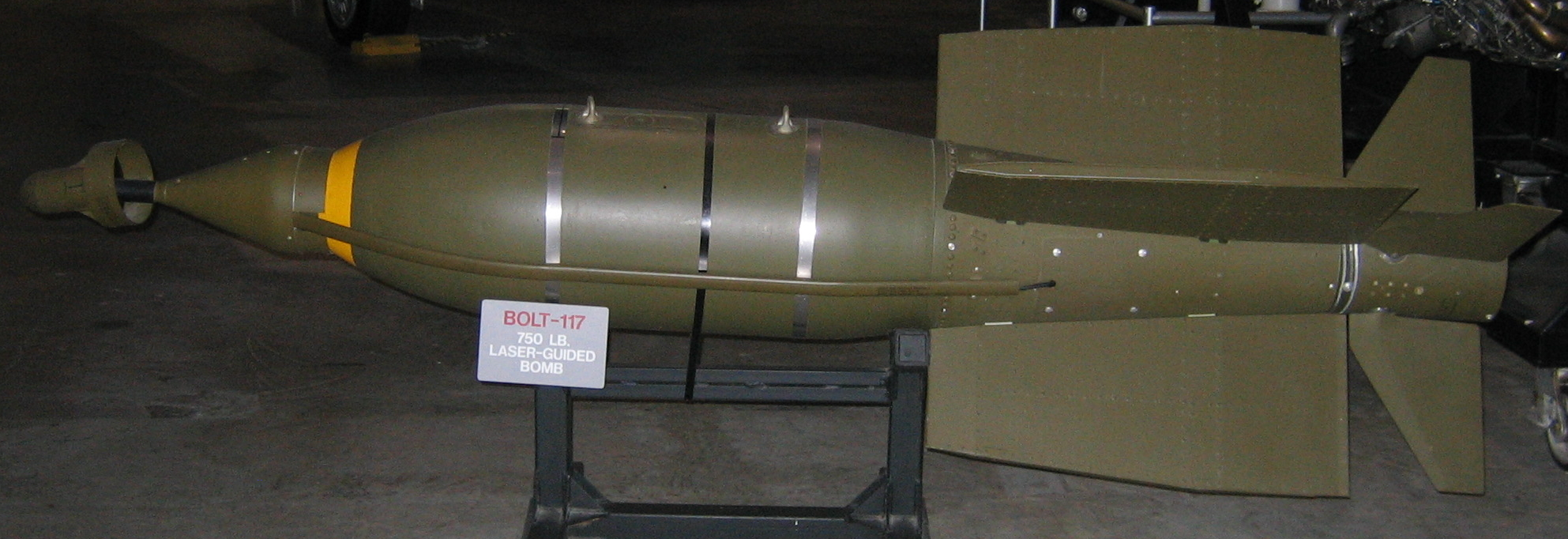
BOLT-117世界上的第一種雷射導引炸彈。

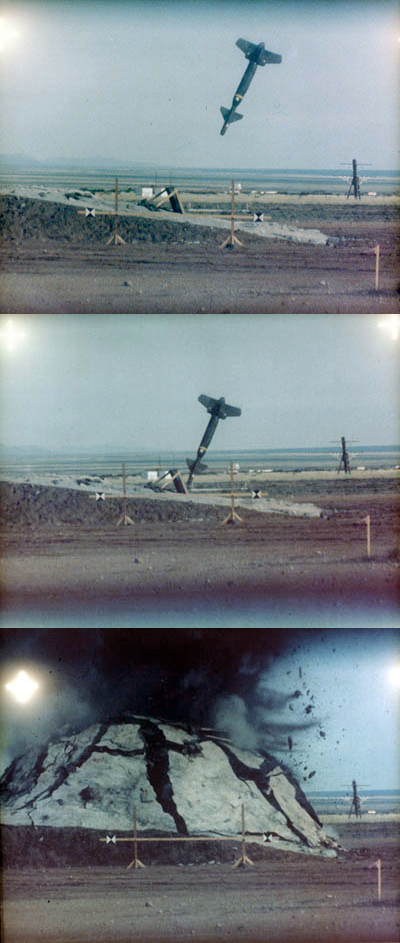
一顆雷射導引的GBU-24（裝置BLU-109彈頭）擊中目標。